# Preußischer AT 2

Ansichten des preußischen AT 2

Der preußische AT2 war ein Drehgestell-Akkumulatortriebwagen mit zunächst drei angetriebenen Achsen. Er wurde 1907 von der Waggonfabrik Rastatt gebaut. Der elektrische Teil wurde von der Firma Schuckert Nürnberg und die Fahrbatterien von der Firma AFA Berlin geliefert.

## Entwicklung
Die Pfälzischen Eisenbahnen erprobten ab 1896 verschiedene „Omnibuswagen mit elektrischem oder Gasmotorenantrieb“. Vom 25. Mai bis 31. Dezember 1896 legten die zwei von der Lieferfirma kostenlos überlassenen Akkumulatortriebwagen auf der schmalspurigen Strecke zwischen Ludwigshafen und Mundenheim 20.796 km zurück und beförderten 72.400 Personen. 1897 betrug die Laufleistung der Fahrzeuge 36.285 km, sie wurden anschließend an die Lieferfirma zurückgegeben. Auf Grund der guten Betriebsergebnisse bei den Pfälzischen Eisenbahnen beschloss das Direktorium der Preußisch-Hessischen Staatseisenbahnen ebenfalls einen Versuch mit dieser Antriebsart. Nachdem am 1. August 1904 Gustav Wittfeld die Leitung des neuen Dezernats für die Anwendung der Elektrotechnik im Eisenbahnwesen übernommen hatte, kamen die Arbeiten an dem Projekt voran und führten zur ersten Bestellung von fünf AT1.

## Beschaffung
Bereits bei den Versuchen mit den AT1 bemühte man sich um Verbesserungen der Wirtschaftlichkeit, die insbesondere durch den Mangel an Sitzplätzen und dem Fehlen der vierten Klasse gekennzeichnet waren. 1907 bekam daher die Waggonfabrik Rastatt den Auftrag zur Lieferung eines vierachsigen Akkumulatortriebwagens. Im Gegensatz zum AT1 sollte er mit Nebenschlussmotoren und einer elektrischen Nutzbremse ausgerüstet werden. Man wollte so auf Gefällestrecken und beim Bremsen eine Rückgewinnung der Energie als zusätzlichen Ladestrom für das Nachladen der Akkumulatoren erreichen.
Die elektrischen Komponenten wurden von SSW (Siemens Schuckert Werke, Nürnberg) geliefert, die Blei-Akkumulatoren von der Firma Accumulatoren Fabrik Aktiengesellschaft Berlin-Hagen. Im Gegensatz zum AT1, der ausschließlich Plätze der dritten Klasse hatte, waren hier solche der zweiten, dritten und der vierten Klasse vorhanden. Neben dem Bau des Versuchswagens war eine Serie von drei weiteren Fahrzeugen geplant.

## Einsatz
Die K.P.E.V. stellte das Fahrzeug im November bei der KED Saarbrücken in Dienst, wo es auf der Strecke Conz–Trier West–Ehrang zum Einsatz kam. Im Gegensatz zum Einsatz des AT1 waren die Ergebnisse des AT2 wenig befriedigend. Dies lag an der durch die gewählte Antriebsart bedingte zu geringe Beschleunigung des Fahrzeugs. Zudem war die Beanspruchungen der Fahrmotoren sehr unterschiedlich.
1908 wurde daraufhin ein weiterer Fahrmotor eingebaut, so dass der Triebwagen nun die Achsfolge Bo’Bo’ hatte. Das Dienstgewicht erhöhte sich auf 58,63 t. 1909 wurde das Fahrzeug zur KED Frankfurt umstationiert und erhielt die Betriebsnummer AT 221 Frankfurt. Der Einsatz erfolgte auf der steigungsreichen Strecke zwischen Limburg und Camberg.
Die in Limburg erreichten Ergebnisse waren nicht besser als die bei der KED Saarbrücken zuvor erreichten. Darüber, ob der theoretische Energiegewinn durch die elektrische Nutzbremse in Höhe von 0,9 kWh Ladeenergie tatsächlich erreicht wurde, gibt es keine gesicherten Aufzeichnungen. Der mögliche Effekt – der im Übrigen stark von den Fähigkeiten der Triebfahrzeugführer abhängig war – stand allerdings in keinem wirtschaftlichen Verhältnis zu den hohen Beschaffungskosten und dem notwendigen Wartungsaufwand.

## Verbleib
Bedingt durch die schlechten Betriebsergebnisse kam es im Jahr 1917 zur Ausmusterung des Fahrzeugs. Die Beschaffung der Serie unterblieb. Das Versuchsfahrzeug wurde anschließend zu einem Personenwagen umgebaut.

## Konstruktive Merkmale

### Untergestell
Das Untergestell war komplett aus Stahlprofilen zusammengenietet. Zur Unterstützung erhielt dieses in der Ebene der äußeren Längsträger ein Sprengwerk aus nachstellbaren Stangen, welche in der Höhe der Drehgestellzapfen an den Längsträgern angriffen. Als Zugvorrichtung waren Schraubenkupplungen und als Stoßvorrichtung Stangenpuffer eingebaut.
Eine Übergangsmöglichkeit gab es nicht.

### Wagenkasten
Der Wagenaufbau war eine mit Blechen verkleidete Holz-Ständerkonstruktion. Die Seitenwände waren nach unten leicht eingezogen, das Wagendach hatte eine flache Rundung und einen Oberlichtaufsatz. Das gesamte Erscheinungsbild entsprach dem eines preußischen Durchgangszug-Wagens. An beiden Enden befanden sich Führerstände, welche in etwa den Raum der bei den Durchgangszug-Wagen vorhandenen Übergangs- und Einstiegsräume innehatten. Die Seiten der Führerstände waren stark abgeschrägt, sie waren sowohl von den Seiten als auch vom Fahrgastraum her zugänglich.
Für Passagiere gab es je zwei seitliche, offene Einstiegsplattformen, welche in Nischen lagen. Die Einstiege waren nur mit Ketten gesichert, der Zugang zu den Fahrgasträumen erfolgte durch Schiebetüren.

### Laufwerk
Die genieteten Drehgestelle entsprachen der preußischen Regelbauart mit gepressten Rahmenwangen, Gleitradsatzlager und den kombinierten Blatt- und Schraubenfedern. Als Betriebsbremse stand neben der elektrischen Nutzbremse eine auf alle vier Radsätze wirkende Klotzbremse zur Verfügung. Die dazu notwendige Drucklufteinrichtung wurde von einem durch die Speicherbatterie versorgten Elektrokompressor gespeist.

### Fahrgastraum
Die Abteilaufteilung des Wagens war wie folgt:
Führerstand; Einzelabteil der II Klasse; Einstiegsraum; Großraum III. Klasse mit zwei Abteilen; Großraum III. Klasse mit zwei Abteilen; Großraum IV Klasse; Einstiegsraum; Großraum IV. Klasse; Führerstand.
Zwischen den Abteilen waren mit Schiebetüren verschlossene Durchgänge. Das Abteil der II. Klasse war mit gepolsterten Sitzbänken ausgestattet, die Abteile der III. Klasse mit Holzlattenbänken. Die Großraumabteile der IV. Klasse besaßen nur Holzbänke an den Längs- und Stirnseiten der Abteile. Da der Wagen im Nahverkehr mit kurzen Halteabständen eingesetzt wurde, verzichtete man auf den Einbau von Aborten.
Die Beleuchtung erfolgte mit elektrischen Glühlampen, der Strom wurde den Akkumulatoren entnommen. Beheizt wurden die Wagen mit von außen beschickten Presskohleöfen, welche unter den Längsträgern angebracht waren. Die Belüftung erfolgte durch Oberlichtfenster auf dem Wagendach.

### Antrieb
Der Antrieb erfolgte zunächst über drei vierpolige Gleichstrom-Nebenschlussmotoren der Bauart D 72 A in Tatzlagerausführung. Die Stundenleistung je Motor betrug in etwa 50 PS. Die Motoren waren immer parallel geschaltet. Zum Anfahren wurden nacheinander einzelne der maximal acht Batteriegruppen hinzugeschaltet. Um eine ungleichmäßige Entladung zu verhindern, konnten die Gruppenzuordnungen geändert werden. Der Betrieb mit Nutzbremsung bedingte das Fehlen von Anfahr- oder Bremswiderständen. Die erforderlichen Schaltstufen für den Fahrbetrieb erforderte eine Vielzahl von unterschiedlichen Schaltungsvarianten.
Die Stromversorgung wurde durch insgesamt 176 AFA-Blei-Akkumulatoren vom Typ IV GC 126 mit einer Kapazität von 368 Ah je Zelle sichergestellt. Der Wagen erreichte damit einen Fahrbereich von ca. 100 km. Die Speicherelemente wurden unter den aufklappbaren Sitzen eingebaut.

## Wagennummern
|               | Herstelldaten | Herstelldaten              | Herstelldaten | Bahnnummern je Epoche Gattungszeichen | Bahnnummern je Epoche Gattungszeichen | Bahnnummern je Epoche Gattungszeichen | Bahnnummern je Epoche Gattungszeichen |
| Muster- blatt | Baujahr       | Hersteller                 | Anz.          | bis 1910                              | ab 1910                               | ab 1920                               | ab 1926                               |
| ------------- | ------------- | -------------------------- | ------------- | ------------------------------------- | ------------------------------------- | ------------------------------------- | ------------------------------------- |
|               |               |                            |               | A.A.A.                                | AT2                                   | AT2                                   | AT2                                   |
|               | 1907          | Rastatt, Schuckert und AfA | 1             | 50 Saarbrücken                        | 50 Saarbrücken später Frankfurt 221   |                                       |                                       |